# Golpe de suerte
Golpe de suerte é uma telenovela mexicana de Comédia dramática produzida por Nicandro Díaz González para a TelevisaUnivision e exibida pelo Las Estrellas desde 16 de outubro de 2023 a 18 de fevereiro de 2024, substituindo Vencer la culpa, e sendo substituída por El amor no tiene receta. 
Original de Rodrigo Cuevas Gallegos, a trama é um remake da novela chilena Si yo fuera rico, produzida em 2018.
Está protagonizada por Mayrín Villanueva, Eduardo Yáñez, Eva Cedeño, Gonzalo García Vivanco, Daniela Martínez e Carlos Said e antagonizada por Sergio Sendel, Marjorie de Sousa, Horacio Pancheri, Michelle González, Maya Mishalska e Elaine Haro e os primeiros atores Ricardo Silva, José Elías Moreno e Ana Bertha Espín.
Foi a última telenovela produzida pelo renomado produtor mexicano Nicandro Díaz González, que faleceu um mês após a exibição do último capítulo, vítima de um acidente de jet ski, em Cozumel.

## Sinopse[5]
Golpe de sorte conta a história de três famílias que ganham um prêmio de um milhão de dólares. A primeira família é formada por Brenda e Tony, seu irmão mais novo. Eles querem parar de viver sob o jugo de Constanza, sua cruel madrasta. Os irmãos não podem receber o prêmio por serem menores.
A segunda família é formada por Miranda, mãe solteira, e Diego, um simpático menino que, preocupado com a situação econômica que atravessa, pede à mãe que lhe compre uma rifa para comprar uma casa e deixar de viver nas proximidades.
A terceira família são os Pérez: Nacho, Lupita, Wendy e Rony. Nacho, o chefe da família, tem no coração e no sangue o Teporingos Neza, já que seu pai foi jogador deste clube, seu sonho é levá-lo à primeira divisão e transformá-lo em um dos melhores times do mundo .
As três famílias deverão enfrentar a ambição de Dante Ferrer, um consultor financeiro corrupto.

## Elenco
- Mayrín Villanueva - Guadalupe Inés "Lupita" Flores Roldán de Peréz[6]
- Eduardo Yáñez - Ignacio "Nacho" Pérez
- Sergio Sendel - Dante Ferrer / Boris Yurma
- Eva Cedeño - Miranda Ortíz Ávila
- Gonzalo García Vivanco - Tadeo Martínez Tapia
- Marjorie de Sousa - Eva Montana[7]
- Horacio Pancheri - Facundo Grandinetti
- Michelle González - Roxana López
- Ricardo Silva - César Traven
- Alejandra Procuna - Irma
- Pietro Vannucci - Adrián Uriarte
- Maya Mishalska - Constanza Ramos Vda. de Uriarte / de Perea[8]
- Daniela Martínez - Brenda Uriarte Gil
- Carlos Said - Alan Montes Yurma
- Elaine Haro - Sabrina Perea Ramos
- Marcelo Barceló - Ronaldo "Ronny" Peréz Flores
- Tania Nicole - Wendy Peréz Flores
- Diego Escalona - José Antonio "Tony" Uriarte Gil
- Fernanda Rivas - Cuky
- Camille Mina - Lucinda "Lucy" Chávez Brito
- Constantino García - Diego Valardi Ortíz
- José Elías Moreno - Crispín Palominos
- Ana Bertha Espín - Dora Roldán Vda. de Flores
- Ana Martín - Domitila[9]
- Faisy - Ele mesmo
- Marcos Montero - Juan Ruiz Huerta
- Roberto Tello - Regino Juárez
- Alex de Marino - Barrientos
- Ximena Córdoba
- Jonnathan Kuri
- Achie Lafranco - Marco Velardi
- Kelchie Arizmendi - Alicia
- Esteban Franco - Ramón
- Eduardo Shackiett - Negrete
- Rafael Amador - José
- Carlos Miguel - Don Dagoberto
- Sugey Abrego
- Hugo Aceves
- Miguel Martínez - Jesúe
- Salvador Zerboni - León Yurma
- Verónica Alatriste - Miss Martha Soler

## Audiência
| Horário               | # Eps. | Estreia               | Estreia           | Final                   | Final           | Posição | Temporada | Classificação geral |
| Horário               | # Eps. | Data                  | Primeiro capítulo | Data                    | Último capítulo | Posição | Temporada | Classificação geral |
| --------------------- | ------ | --------------------- | ----------------- | ----------------------- | --------------- | ------- | --------- | ------------------- |
| Segunda – Sexta 20h30 | 92     | 16 de outubro de 2023 | 3.1               | 18 de fevereiro de 2024 |                 | #1      | 2023      | 2.7                 |

Teve um alcance de 6.2 milhões de telespectadores.